# Prudêncio de Troyes
Prudêncio de Troyes (em latim: Prudentius Trecensis; m. 6 de abril de 861), nascido Galindo, foi um bispo de Troyes e um dos grandes adversários de Incmaro de Reims na controvérsia da predestinação. Nasceu na moderna região de Aragão, na Espanha e morreu em Troyes.

## Vida
Aragão era, desde 415, possessão dos visigodos e em 812 caiu na mãos dos francos. Galindo deixou a região ainda jovem, provavelmente por causa da invasão dos sarracenos, e foi para o Império Franco, onde foi educado na Escola Palatina, de onde saiu para se tornar bispo de Troyes pouco antes de 847. Como bispo, mudou seu nome para Prudêncio.
Em Troyes, sua festa é celebrada em 6 de abril como se fosse santo, embora os bolandistas não reconheçam o culto como legítimo. Suas obras, com exceção dos poemas, foram publicadas na Patrologia Latina (115:971-1458) de Migne. Os poemas, na Monumenta Germ

## Pontos de vista teológicos
Na controvérsia da predestinação entre Godescalco de Orbais, o arcebispo Incmaro de Reims e o bispo Pardulo de Laon, se posicionou contra Incmaro numa epístola endereçada a ele. Nela, que foi escrita por volta de 849, Prudêncio defende uma dupla predestinação, viz., uma como recompensa e outra como punição, mas não decorrente dos pecados. Ele defendeu ainda que Cristo morreu apenas para os que serão de fato salvo.
A mesma opinião ele defende em sua "De prædestinatione contra Johannem Scotum", que escreveu em 851 a pedido do arcebispo Venilo de Sens (Wenilo), que enviou-lhe dezenove artigo artigos da obra de Erígena (o Johannem Scotum) sobre a predestinação para serem refutados. Apesar de tudo, ele parece ter subscrito, no Sínodo de Quierzy, a quatro artigos de Incmaro que admitem apenas uma predestinação, talvez por reverência ao arcebispo ou por medo do rei Carlos, o Calvo.
Em sua "Epistola tractoria ad Wenilonem", escrita em 856, Prudêncio novamente defende sua antiga opinião e vincula sua aprovação à ordenação do novo bispo Eneias de Paris à sua subscrição a quatro artigos que favorecem a dupla predestinação. De grande valor histórico é sua continuação dos "Annales Bertiniani" no período de 835 a 861, no qual ele apresenta uma história confiável do período no Império Franco Ocidental.
Ele é também o autor da "Vita Sanctæ Mauræ Virginis" ("Vida de Santa Virgem Maura") e de alguns poemas.

## Atribuição
- "Prudentius" na edição de 1913 da Enciclopédia Católica (em inglês).  Em domínio público.